# Paul Ekman
Paul Ekman (sinh ngày 15 tháng 2 năm 1934) là một nhà tâm lý học và giáo sư danh dự người Mỹ tại Đại học California, San Francisco, người tiên phong trong nghiên cứu về cảm xúc và mối quan hệ của họ với biểu cảm trên khuôn mặt. Ông đã tạo ra một "tập bản đồ cảm xúc" với hơn mười nghìn biểu cảm khuôn mặt và đã nổi tiếng là người phát hiện nói dối tốt nhất của con người trên thế giới. Ông được xếp hạng 59 trong số 100 nhà tâm lý học được trích dẫn nhiều nhất trong thế kỷ XX. Ekman đã tiến hành nghiên cứu seminar về mối tương quan sinh học cụ thể của những cảm xúc cụ thể. Ông đã cố gắng chứng minh tính phổ quát và sự rời rạc của cảm xúc theo cách tiếp cận của Darwin.